# Barão de Sousa Lages
Barão de Sousa Lages é um título nobiliárquico criado por D. Carlos I de Portugal, por Decreto de 22 de Maio de 1907, em favor de Inácio de Sousa Lages.
Titulares
1. Inácio de Sousa Lages, 1.º Barão de Sousa Lages.